# Chaetopleurophora semifurcata
Chaetopleurophora semifurcata är en tvåvingeart som beskrevs av Borgmeier 1923. Chaetopleurophora semifurcata ingår i släktet Chaetopleurophora och familjen puckelflugor. Inga underarter finns listade i Catalogue of Life.